# Blossia angolensis
Espèce
Synonymes
- Blossiola angolensis Lawrence, 1960

Blossia angolensis est une espèce de solifuges de la famille des Daesiidae.

## Distribution
Cette espèce est endémique d'Angola. Elle se rencontre vers Ongueria.

## Étymologie
Son nom d'espèce, composé de angol[a] et du suffixe latin -ensis, « qui vit dans, qui habite », lui a été donné en référence au lieu de sa découverte, l'Angola.

## Publication originale
- Lawrence, 1960 : The Solifugae (Arachnida) of Angola. Publicacoes Culturais da Companhia de Diamantes de Angola, no 51, p. 107-128.